# Димитар Апасиев
Димитар Апасиев (Титов Велес, 22. септембар 1983) је македонски доктор права, политичар и лидер Левице, политичке партије. Доцент је права на Универзитету Гоце Делчев у Штипу. Посланик је у Собрању Северне Македоније од 2020. године.

## Биографија

### Детињство, младост и образовање
Апасиев је рођен 22. септембра 1983. године у Титовом Велесу, у тадашњој СР Македонији, те СФР Југославији.
Дипломирао је 2009. године, а заврштио мастер 2010. године. Докторирао је 2015. године специјализирајући се из римског права на Универзитету „Св. Кирил и Методиј“.

### Каријера
Апасиев је аутор разних књига и монографија, укључујући и 50 академских радова. Био је правни консултант разним државним телима, синдикатима, грађанским организацијама и неформалним грађанским иницијативама.

### Политичка каријера
У новембру 2015. године, Апасиев је основао Левицу, политичку партију која је ујединила бројне левичарске покрете у Северној Македонији. Партија је освојила два посланичка места на парламентарним изборима 2020. године, и од тада је Апасиев посланик у Собрању.
У септембру 2020. године Апасиев је сведочио у Државном тужилаштву у Скопљу након што је примио три кривичне пријаве за ширење расне, верске и етничке нетрпељивости.